# Зевакино (Восточно-Казахстанская область)
Зева́кино (каз. Зевакино) — село в Шемонаихинском районе Восточно-Казахстанской области Казахстана, административный центр Зевакинского сельского округа.Код КАТО — 636843100.

## География
Село расположено в южной части Шемонаихинского района, на правом берегу реки Иртыша в 43 километрах к югу от районного центра города Шемонаиха. Ближайшая железнодорожная станция Предгорная (с. Предгорное) — расположена в 30 километрах к востоку от села (по дороге — 49 км). Соседние населённые пункты: Азовое в 5 километрах к западу, Барашки в 6 километрах к востоку, Гагарино в 7 километрах к югу, Первомайский в 8 километрах к северо-востоку. Транспортное сообщение осуществляется автомобильной дорогой KF SH-12 «Подъезд к селу Зевакино» (13 км). Высота центра населённого пункта — 234 метров над уровнем моря. 

## Население
| Численность населения | Численность населения | Численность населения |
| 1989                  | 1999                  | 2009                  |
| --------------------- | --------------------- | --------------------- |
| 1131                  | ↗1648                 | ↘1336                 |

Процентное соотношение численно-преобладающих национальностей согласно переписи 1989 года:
| Национальность | Процентное соотношение |
| -------------- | ---------------------- |
| Русские        | 67 %                   |
| Казахи         | 22 %                   |
| Другие         | 11 %                   |